# Kembangsari (Musuk)
Kembangsari is een bestuurslaag in het regentschap Boyolali van de provincie Midden-Java, Indonesië. Kembangsari telt 2575 inwoners (volkstelling 2010).